# Intsia palembanica
Espèce
Classification phylogénétique
Intsia palembanica est une espèce de plantes à fleurs de la famille des Caesalpiniaceae, ou Fabaceae selon la classification phylogénique. C'est un grand arbre atteignant 50 m de hauteur. Il vit dans les forêts tropicales humides du sud-est asiatique. On le trouve dans les forêts de plaine à Diptérocarpacées, et jusqu'à 1 000 m d'altitude sur les stations qui lui conviennent. Il est appelé, de même que l'espèce Intsia bijuga, arbre de fer.
Synonymes : Afzelia bakeri Prain, Afzelia palembanica (Miq.) Baker, Intsia acuminata auct., Intsia bakeri (Prain) Prain

## Répartition
Asie tropicale :

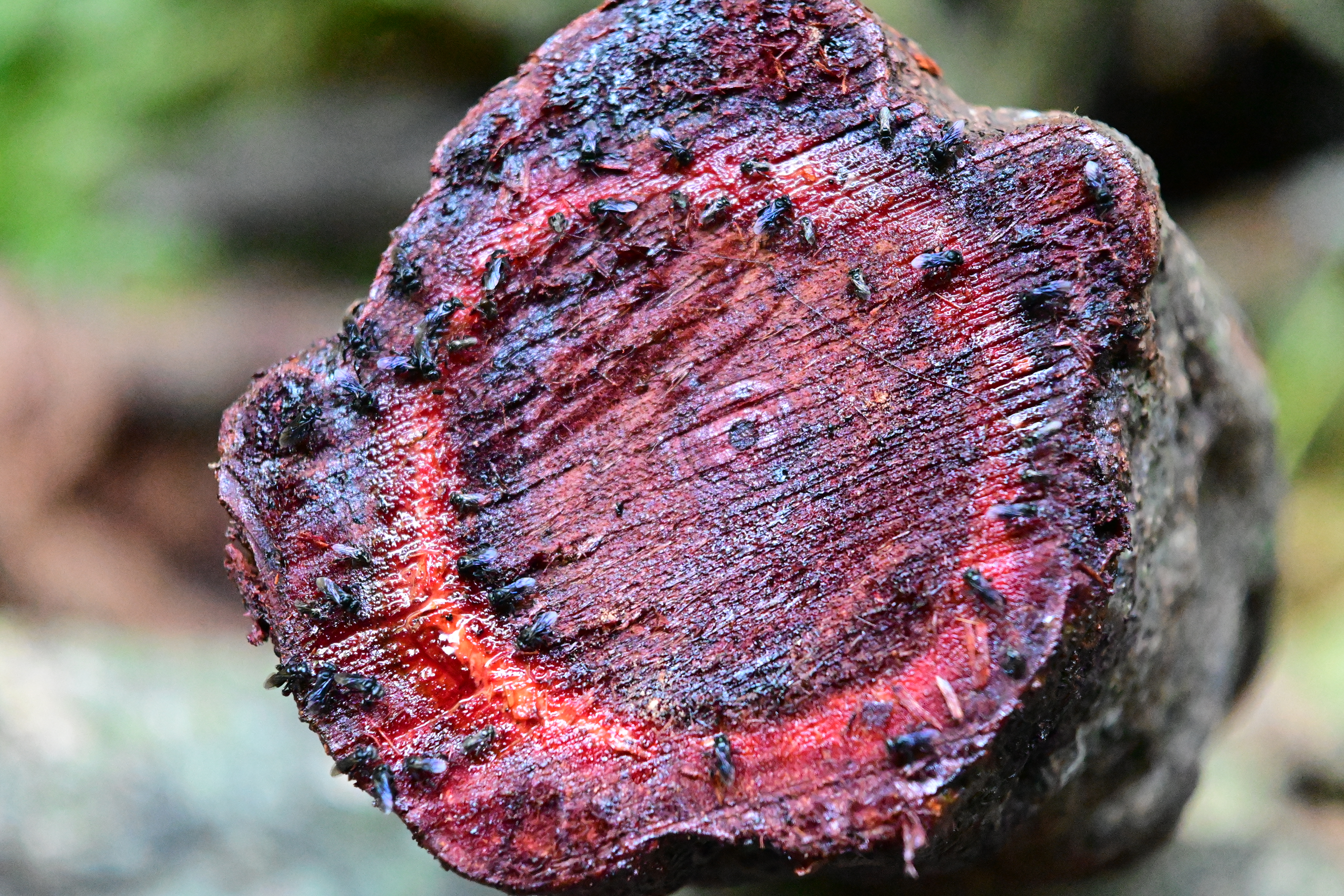
Coupe transversale d'un tronc d'arbre Intsia palembanica

Nord de l'océan indien : Inde - îles Andaman-et-Nicobar
Indochine : Myanmar ; Thaïlande
Malaisie : Indonésie - Sulawesi, Nouvelle-Guinée occidentale, Kalimantan, Moluques, Sumatra; Malaisie; Papouasie-Nouvelle-Guinée; Philippines.

## Utilisation
Son bois est dur et très durable. Il est souvent commercialisé sous le nom de merbau (qui est plus souvent issu de Intsia bijuga, le kohu).